# Harold Wolpe
Harold Wolpe (14 de enero de 1926 - 19 de enero de 1996) fue un político economista y escritor sudafricano involucrado en la lucha contra el apartheid. Nació en Johannesburgo en el seno de una familia de emigrantes judíos lituanos. Wolpe se graduó en la Universidad de Witwatersrand en Ciencias Sociales y en Leyes. Se casó con Ann Marie Kantos en 1955 y tuvieron tres hijos - Peta, Tessa y Nicholas.
Debido a sus actos en contra del apartheid fue detenido y encarcelado en 1963, pero consiguió escapar y pasó 30 años en el exilio en el Reino Unido. Volvió a Sudáfrica en 1990.